# Melanargia tenuimarginata
Melanargia tenuimarginata är en fjärilsart som beskrevs av Pinneau 1936. Melanargia tenuimarginata ingår i släktet Melanargia och familjen praktfjärilar. Inga underarter finns listade i Catalogue of Life.